# (18347) 1989 WU
(18347) 1989 WU est un astéroïde de la ceinture principale de 3,943 km de diamètre découvert en 1989.

## Description
(18347) 1989 WU a été découvert le 20 novembre 1989 à l'observatoire de Nihondaira, un observatoire astronomique qui se trouve sur une colline surplombant Shimizu-ku à Shizuoka au Japon, par l'observatoire de Nihondaira.

### Caractéristiques orbitales
L'orbite de cet astéroïde est caractérisée par un demi-grand axe de 2,23 UA, un périhélie de 1,89 UA, une excentricité de 0,15 et une inclinaison de 4,96° par rapport à l'écliptique. Du fait de ces caractéristiques, à savoir un demi-grand axe compris entre 2 et 3,2 UA et un périhélie supérieur à 1,666 UA, il est classé, selon la JPL Small-Body Database, comme objet de la ceinture principale.

### Caractéristiques physiques
(18347) 1989 WU a une magnitude absolue (H) de 14,2 et un albédo estimé à 0,203, ce qui permet de calculer un diamètre de 3,943 km. Ces résultats ont été obtenus grâce aux observations du Wide-Field Infrared Survey Explorer (WISE), un télescope spatial américain mis en orbite en 2009 et observant l'ensemble du ciel dans l'infrarouge, et publiés en 2011 dans un article présentant les premiers résultats concernant les astéroïdes de la ceinture principale.